# Alfred Lynch
Alfred Cornelius Lynch (Whitechapel, 26 gennaio 1931 – Brighton, 16 dicembre 2003) è stato un attore britannico.

## Filmografia parziale

### Cinema
- I giovani arrabbiati (Look Back in Anger), regia di Tony Richardson (1958)
- Due più due fa sei (Two and Two Make Six), regia di Freddie Francis (1962)
- Parola d'ordine: coraggio (The Password Is Courage), regia di Andrew L. Stone (1962)
- 55 giorni a Pechino (55 Days at Peking), regia di Nicholas Ray (1963)
- La collina del disonore (The Hill), regia di Sidney Lumet (1965)
- La bisbetica domata (The Taming of the Shrew), regia di Franco Zeffirelli (1967)
- Come l'amore, regia di Enzo Muzii (1968)
- Il gabbiano (The Sea Gull), regia di Sidney Lumet (1968)
- Il bunker (The Blockhouse), regia di Clive Rees (1973)
- Joseph Andrews, regia di Tony Richardson (1977)
- The Krays - I corvi (The Krays), regia di Peter Medak (1990)
- Fino alla fine del mondo (Bis ans Ende der Welt), regia di Wim Wenders (1991)
- Un padre in prestito (Second Best), regia di Chris Menges (1994)

### Televisione
- Manhunt (1970)

## Doppiatori italiani
- Oreste Lionello in La bisbetica domata